# Koji Toriumi
Koji Toriumi (鳥海 晃司 Toriumi Koji?, Chiba, 9 de mayo de 1995) es un futbolista japonés que juega como defensa en el JEF United Chiba.

## Trayectoria

### Clubes
| Club             | País  | Año       |
| ---------------- | ----- | --------- |
| JEF United Chiba | Japón | 2018-2020 |
| Cerezo Osaka     | Japón | 2021-2024 |
| JEF United Chiba | Japón | 2025-     |